# 還付金詐欺
1. 還付金詐欺とは、輸出入に伴い税金を調整する制度など（例、消費税の戻し税など）を悪用し、虚偽の申告を行って不正に還付を受ける詐欺である。
2. 還付金詐欺とは、公的機関職員を名乗る加害者が還付金を受け取れるとして電話等で被害者に接触し、ATMに誘導し、虚言を弄して加害者の口座への振込みを行わせる詐欺で、特殊詐欺（振り込め詐欺）の1類型である。本稿で述べる。

還付金詐欺（かんぷきんさぎ）とは、加害者が被害者に対して「お金を返す」と説明して接触し、ATMへ誘導したうえで、虚言を弄して加害者の口座への振込みを行わせる詐欺で、特殊詐欺（振り込め詐欺）の1類型である。還付金等詐欺（かんぷきんとうさぎ）と呼ばれる事もある。

## 沿革
加害者が被害者を騙して金銭の振込を行わせる詐欺の形態はオレオレ詐欺が1990年代末に報道されたところから広く知られる様になった。一方、2001年頃から広まった架空請求詐欺では文書で架空の債務の弁済を求めたり、電話で恫喝を加えて振込みを行わせる様になった。これらの手口はいずれも、被害者やその縁者が債務を負っていると主張し、その弁済を求めて指定銀行口座への振込みを行わせるものである。
2004年12月9日に警視庁が、これらの詐欺と融資保証金詐欺とを併せて、指定口座への振込みを求める詐欺の統一名称として振り込め詐欺と呼称することを定めた。対策として、心当たりのない要求は架空請求詐欺を疑い、真に対応すべきケース以外のものは原則として無視すること、早急の振込みを求める要求はオレオレ詐欺を疑い、慎重に事実を確認することが推奨された。
平行して、銀行のATMで銀行員や警官が不審な振込みを見つけて防止する対策を取る他、立法により多額の現金の振込みを抑制したり、詐欺に用いられる架空口座の売買を禁止したり携帯電話の販売時に身元確認を徹底するなどの対策をとった。
ところが、2006年半ば頃より、
公的機関の職員からの電話で『ATMで還付金を受け取れる』と案内され、説明されるままにATMで受け取る操作をしたところ、いつの間にか他の口座への振込みを行ったことになっていた。
という狐につままれた様な事例が報道されるようになった。それまではもっぱら金銭の支払い・指定口座への振込みが要求される手口が主流で、これに対する警戒がなされていたところへ、逆に金を受け取れると告げられるので思わず警戒を解き、同時に思わぬ臨時収入が得られる歓びに浸り不審を抱くことなく満ち足りた心理で相手の説明を素直に聞き容れて言われるままにATMを操作して被害に遭う事例が続いた。
殊に、2007年前後に社会問題として注目を集めた年金問題に乗じて社会保険庁の職員を名乗り、年金記録を改めたところ還付金が出たと称したり、年末調整や確定申告の時期に併せて税務署の職員を名乗って税金の還付金が出たと称するなど、時節の話題に合わせて詐欺を仕掛けることも行われている。
この様にお金を受け取れるとして近づく手口は還付金詐欺と呼ばれる様になり、以後オレオレ詐欺や架空請求詐欺の被害が抑制される一方で還付金詐欺による被害は増加し、2007年11月1日に、これも振り込め詐欺の一つとして扱うことが定められた。
2008年に提唱された定額給付金を巡る議論の中で、給付金を銀行口座振込みにする案が出ている事を手掛かりに、給付金を至急に振り込む必要があるとして誘導する詐欺が起こりかねないと警戒されている。一方で、給付金を振り込む銀行口座を確認するとして、口座番号を聞き出そうとする不審な電話がかかっていると報道されている。

## 概要
形態としては
加害者が被害者に接触し、思いもよらぬ債権があると告げて警戒を解き、ATMに向かうよう仕向け、虚偽の説明を行って被害者の銀行口座から加害者の銀行口座へ振込みを行わせる。
具体的な事例としては、税務署署員になりすました加害者が税金の年末調整の還付金を返却すると称して被害者に接触したり、保健事務所職員になりすまして医療費の還付が出たと称して接触する。債権の名目としては、他に、年金問題に絡んで発見された納付記録に伴う年金追加額の給付であるとか、民間企業職員を名乗り携帯電話代やクレジットカードの決済金を口座から引き落とす際に、所定金額より多く引き落としたので差額を返還する、と説明する例もある。
還付金詐欺の標的及び被害者は高齢者ばかりで、接触方法は電話と文書、なりすます人物は多岐にわたるが、存在しない市役所の部署を名乗る場合もある。そしてATMを使用する詐欺は多くの振り込め詐欺と共通するが、還付金詐欺の場合は高齢者にATMを還付金を受け取れる機械、または何らかの証明書を吐き出せる機能がある機械と錯覚させることにある。被害者はいずれも狐につつまれた、催眠術にかけられたとよく例えるが、ATMを別の機械に見立てるという点は子供のごっこ遊びやままごとにも似ており、非常に侮辱的かつ屈辱的な手口で高齢者から金を搾取しているのがほとんどである。
要約すると、詐欺グループからすれば高齢者こそが自分達の都合のいいATMというのがこの詐欺の実態と本質である。

### 接触
接触方法としては、直接電話をかけてお金を受け取れると説明する手口と、郵送した文書で還付を伝える手口がある。

#### 文書による接触
公的機関を騙って還付を知らせたり、民間企業を騙って差額の返却を行うと通知する文書を被害者に送りつける。この中で加害者管轄の電話の番号を表示しておいて連絡を求め、最終的には電話で直接会話をする状況に持ち込む。

#### 電話による接触
前述の様に事前に文書で前振りをしつつ電話連絡を要求する手口に加えて、前触れ無く直接電話で接触する手口もある。加害者が電話を介して被害者に接触を果たしたところで、例えば公的機関職員を名乗り「還付金を受け取れる」という主旨の説明を行う。最初に電話で接触した加害者がそのまま被害者をATMまで誘導する他に「出納の担当に回しますので此方の番号へおかけなおしください」と加害者の仲間に電話をかけなおす様に指示する事もある。これにより被害者の話している相手が確かに公的機関であり、組織的に良く連絡を保って確かに還付を行ってくれるものと錯誤させる。
口上の冒頭でストレートに「還付金をこれから受け取る手続きをATMでとっていただく」とかどわかす説明をする他に、しばしば「還付金を既に振込みましたが御確認いただけましたでしょうか」と事前の事情を説明し是非とも確認したくなる手口も用いられる。
この他に「これから振り込むので口座番号を教えてください」と前フリする手口もある。如何にもお金を受け取れる直前にあると状況を演出して不審を抱かせずに爾後加害者の言うことを信用させる。
あるいは、「還付金振込みの確認葉書を差し上げましたが受け取りの御返事が御座いませんでしたので直接電話を差し上げました」と説明して確認したい欲望に重ねて暗に被害者の不手際で面倒を起こさせたと錯誤させ、良心の呵責を負わせると共に信憑性を高める。場合によっては冒頭で一喝「わざわざこっちが親切で振り込んでやってるのに何故連絡して寄越さない!!」と叱責し威圧的態度に出て被害者を萎縮させて爾後言うが侭に従わせることもある。

### 誘導
お金が受け取れると説明するのに続けて、通常の手続きでは受け取るまでに時間がかかるがATMを介した方法なら今日すぐに受け取れると説明したり、受け取れる期限が今日までである等と急き立て、とるものもとりあえず、そして確認の手段を講じる事に思い至らせることなくATMに赴くように仕向ける。甚だしくは「既に期限は過ぎて失効してしまったが今日手続きを取るなら特別に回復して返却できる」と特別扱いすることもある。債権の名目として年金に関わる還付金を称する場合には「直ぐに受け取らないと年金受給者不在と見なされ、以後年金を受け取れなくなる」と説明を加えてATMへ赴く様に強制する。
また、接触の冒頭で「既に振り込んだ」と虚言を弄することで、現在の残高を確認するために預金通帳やキャッシュカードを自然に所持させて誘導する事が出来る。ATMへ赴かねばならない理由としては「至急入金を確認頂き、万一振り込まれていない場合にはその場で対応するため」という説明や、キャッシュカードを持参すべき理由として「手続きに際しては本人確認の為にカードの磁気情報が必要」という説明が加えられたりする。

## 振込みを実行させる手口
被害者をATMに誘導した後、被害者が自身の口座から加害者の管轄する口座への振込みを実行させる。その際に被害者に為される説明は大別して一旦振込みを求めるのと受け取り方法を説明するの2通りに分かれる。

### 一旦振込みを求める
被害者に対して「既に還付金を振り込んだ」と説明し、その後振り込まれていないことを確認させる。典型的には通帳への記帳を指示して入金がない事を認識させるが、確かに振込まれている事を確認したいとの名目で預金残高を尋ねることもある。そして金額を伝えたところで「振り込まれてないですね」と説明することもある。もちろん振込前の残高が分からないのに現在の残高から入金の有無が分かるはずはなく、残高を聞き出す為の名目である。
振り込みがないという説明の後「口座番号が誤っている」とか「振込みにエラーが生じている」と言い訳をし、形ばかりの謝罪の詞を並べ、「口座番号を確認するため」とか「取引の実績を作ればエラーがなくなる」などと説明を加え、「一旦指定額をこちらの口座に振り込んでください、折り返し還付金を上乗せしてお返しします」と説明する。言われるままに振込みを行ったところで加害者は連絡を絶つ。
障害を提示し、その障害が除かれれば金を受け取れる、そして事前に一定額を支払えば障害が除かれる、という状況を演出し、まんまと支払い・振込みを実行させる手口は、融資保証金詐欺やナイジェリア詐欺、M資金詐欺等と共通する。

### 受け取り方法を説明する
被害者に対してATMを介してお金を受け取る方法があると説明し、ATMを操作させる。機械操作に疎い高齢者が多いことにつけこみ、自身が何をしているのかを自覚させないように巧みに操作を誘導し、加害者の口座への振込みを実行させる。「還付金を受け取るためにATMでの受け取り準備が必要」と説明することもある。
説明に際しては意図的に通常と異なる説明の仕方をする。「残高照会」「振込」などのボタンの名称で指示せず、「左側上から三番目」などとボタンの位置で指定する。これにより「振込み」という操作の内容を認識しにくくなるとともに、端から順序を数える作業に集中力が削がれて自身が何をしているかの自覚を持ちにくくなる。

#### 残高を聞き出す
残高表示画面を表示させ、それが認証番号ですので右から一桁ずつ数字を読み上げてくださいと指示して、被害者が金銭を扱っているという自覚を持つ事を妨げたり希薄にしたままで加害者は残高を把握する。

#### 受け取り方を指示する
振込み処理に移行させ、左側のボタンを押してくださいなどの説明で振込み処理を継続させる。取引番号を入力すると説明し加害者が言う数字を一桁ずつ打ち込ませる。（加害者側の振込先を打ち込ませている。）さらに識別番号を入力すると称して振り込み金額を打ち込ませる。疑いを抱かせないため、意図的に端数のある数字を指定する。口座番号や金額の入力については「通信番号」や「取引パスワード」などの名目も用いられる。これにより「受け取り操作を行った」と信じさせたままに被害者の口座から加害者の口座への振込みを実行させる。
説明に際しては下記の様な要素を組み合わせることもある。

#### 期限を区切って焦りを呼ぶ
受け取り期限が数分後に迫っていると説明し、間違えることなく指定したボタンを押し、また指定した数字を読み上げるよう要請し、被害者がボタンを押すことに集中させて自身がどの様な操作をしているかを思慮することを妨げる。

#### 操作に不案内な被害者に嘘の操作を教える
殊にATM操作に不慣れな人に対しては、途中に無意味な操作を挟んで、自身が「振込み操作を行っている」という自覚を損なわせる。

#### 虚偽の説明を加える
途中「振込み操作」である事に被害者が気付き、不審を抱かれたら「此方から貴方への振込みを行うので、これで間違いありません」という説明で丸め込む。そして矢継ぎ早に指示を出し、注意をそらす。また、振込みの相手先が公的機関ではないことに不審を抱かれたら「担当者が預かって運用している口座です」という説明で丸め込む。その他「オンラインシステムが改修中で旧い表示の機械では振込み操作と表示されるが、実際には還付金受け取り機能を実行している」「一部の機材では担当者等の個人の名前が見えるが無視してください」などという説明もある。また受け取り側は本来キャッシュカードが不要である点については、「カードに記録された情報が本人確認のため必要」とか「受け取った金を引き出すために不可欠」などと説明し、カードをATMに持参させる。

### 外国語表示に切り替えさせる
説明の冒頭で英語など外国語切り替えボタンを押させる。この際も、"English" や「英語」といったボタンの名前ではなく「最初の画面の一番右下のボタンを押してください」などと指示する。これにより、自分が行なっている操作の内容を理解できないようにする。

## 対策
対策としては、ATMでは還付金を受け取れないことを徹底して認識させる、振り込め詐欺一般の注意が呼びかけられる。殊に、携帯電話を持っていないと主張すれば、加害者が被害者を誘導する手掛かりを失うので効果的である。

### ATMでは還付金を受け取れない
主に以下の点が言われる。

#### ATMでは自分の操作でお金を受け取れない
現行のオンラインシステムでは、自身の操作で他の口座から自身の口座へ資金を移すことができないことを充分に承知しておく。一方、振り込まれるに際しては、当方の側で操作する必要は無く、ただ待っていれば良い。仮に、将来的に自身の操作で他の口座から自身の口座へ資金を移す技術が開発されたとしても、そのような技術が何の問題にもならず何の広報もなしに銀行の現場に導入されることはありえないので「最近可能になった」などと言われても信じてはいけない。

#### 還付金の支払いでATM操作を求めることはない
一方、還付金・過払いの返却は、手交で行うか、相手からの銀行振込によることが原則であり、金銭の受け取りに際して自身がATMの操作を求められる事はない事を充分に承知しておく。殊に公的な機関が還付金の返却を電話連絡したその場で行うことはありえず、書類を介して口座や金額を確認する手続きを経て振込みが行われる。
尚、妄りに銀行口座を他人に伝達することは推奨されず、還付金の振込みを受けるに際しては相手の素性を慎重に確認することが推奨される。

### 携帯電話を所持していないと告げる
殊に還付金詐欺では、ATMの前で微妙かつ絶妙に被害者を騙して振り込み操作を実行させるため、加害者にとって被害者の持つ携帯電話は重要なアイテムである。携帯で直接会話する機会がなければ欺かれる可能性が減る。実際に「携帯電話を持っていない」と応じたところ有無をも言わさず切られた事例がある（本物の公的機関であれば、対象者が携帯電話を持っていない程度で還付金の支払いを断念することはありえない）。ただし、携帯電話を持っていないと告げても「緊急事態ですので」「お金を受け取れるかどうかの瀬戸際ですので」と、家族・子供や孫・近所の人に借りてでも用意してATMに向かう様に説得することもある。

### 振り込め詐欺に共通する注意
- 常に留守電を作動させておいて、直接会話しないようにする。
- 自治体や年金事務所などから還付金などの金銭に関する電話があった場合は、一旦電話を切り自治体や年金事務所などの関係部署に確認するか、警察に相談する。
  - 加害者側が電話を受けた者の居住自治体の役所の営業時間を正しく把握しておらず、電話を受けた者が役所の職員から「そのような時間にお電話をお掛けする筈が無いのですが…」と否定されて詐欺電話だと判明する杜撰な事例もある。
- 自治体や税務署等からの文書等が届いたら、そこに記載されている電話番号を信用せず、自分で電話番号を調べて連絡・確認する。
- ATMへ向かう前に親類や知人に相談する。
- 銀行口座について振込み可能金額を低く設定しておく。
- 携帯電話で通話しながらATMを操作している人を見た場合、振り込み詐欺を疑い声をかける、中の行員などに連絡し対応してもらう。

銀行（ATM設置）側での対応としては
- 銀行のATM近辺に携帯電話の通話を妨害する機器を備えて、加害者が被害者に操作したり誘導する指示を行う事を阻止する。
- ボタンの表示位置を都度違えて、携帯電話での操作の指示が通用しない様にする。

医療費については、月間の支払いが一定金額を超えた場合に超えた分を支給（還付）する高額療養費制度があるが、手術などで支払いが高額になると見込まれる場合は「限度額適用認定証」又は「限度額適用・標準負担額減額認定証」を申請して交付を受け、医療機関に提出することで支払いを一定の上限金額に抑えられる（これにより、立て替えた後の還付金が発生しなくなる）。交付の申請については、加入している健康保険組合（組合健保の場合）、全国健康保険協会（協会けんぽの場合）、市区町村の国民健康保険の窓口（国民健保の場合）、後期高齢者医療広域連合（後期高齢者の場合）に確認されたい。